# Wierzbica (powiat buski)
Wierzbica – wieś w Polsce, położona w województwie świętokrzyskim, w powiecie buskim, w gminie Tuczępy.
W latach 1975–1998 miejscowość położona była w województwie kieleckim.

## Integralne  części wsi
| SIMC    | Nazwa             | Rodzaj                        |
| ------- | ----------------- | ----------------------------- |
| 0275659 | Leśnictwo         | kolonia                       |
| 0275665 | Poręba Wierzbicka | kolonia                       |
| 0275671 | Rudki Wierzbickie | kolonia                       |
| 0275688 | Wyręby            | kolonia (zniesiona w 2023 r.) |

## Dawne części wsi – obiekty fizjograficzne
W latach 70. XX wieku przyporządkowano i opracowano spis lokalnych części integralnych dla Wierzbicy.
| Nazwa wsi – miasta | Nazwy części wsi – miasta                                                                    | Nazwy obiektów fizjograficznych – charakter obiektu |
| ------------------ | -------------------------------------------------------------------------------------------- | --- |
| I. Gromada TUCZĘPY |                                                                                              | |
| 1. Wierzbica       | 1. Jadwisin 2. Olszyny 3. Podmurowanka 4. Poręba Wierzbic- ka 5. Rudki Wierzbickie 6. Wyręby | 1. Błonie — pastwiska 2. Brodki — łąka 3. Dworskie — pole 4. Jadwisin — pole 5. Kopaniny — łąka 6. Mrowiniec — pole 7. Na Graniczce — pole 8. Płóski — pole 9. Podmurowanka — pole 10. Polesisko — pole 11. Poręba Wierzbicka — pole 12. Przydatki — pole 13. Rudki Wierzbickie — pole 14. Rzeczyska — łąka, krzaki 15. Serwitus — pole 16. Szerokie — pole 17. Szerokie Łąki — łąka 18. Tuczępski Las — las 19. Urban — pole 20. Wąskie — pole 21. Wyręby — pole |

## Literatura
1. Kaczmarek Leon (red. nauk. zeszytu), Taszycki Witold (red. nauk. wyd.): Urzędowe Nazwy miejscowości i obiektów fizjograficznych. 33. Powiat staszowski województwo kieleckie. Komisja ustalania nazw miejscowości i obiektów fizjograficznych (do użytku służbowego). Z: 33. Warszawa: Urząd Rady Ministrów. Biuro do Spraw Prezydiów Rad Narodowych, 1970. Brak numerów stron w książce